# Mohammad Hejazi
Mohammad Hossein-Zadeh Hejazi (em persa: محمد حسین‌زاده حجازی; Isfahan, 20 de janeiro de 1956 – 18 de abril de 2021) foi comandante militar do Corpo da Guarda Revolucionária Islâmica do Irã.

## Infância e educação
Hejazi nasceu em Isfahan em 1956. Ele frequentou a Universidade de Teerã.

## Carreira
Hejazi tornou-se membro do Exército dos Guardiães da Revolução Islâmica em maio de 1979. Ele serviu como conselheiro de inteligência e segurança do Líder Supremo Ali Khamenei. Ele foi um comandante de Basij, o braço paramilitar iraniano auxiliar do Corpo de Guardas Revolucionários Islâmicos. Em 20 de janeiro de 2020, tornou-se Vice-Comandante da Força Quds, por decreto do Líder Supremo, Ali Khamenei.
Foi alegado pelo Comitê Judaico Americano que Hejazi, enquanto servia como conselheiro de Khamanei, participou de uma reunião em agosto de 1993 para planejar o bombardeio da AMIA na Argentina junto com Khamanei, Rafsanjani, o então presidente, e Ali Fallahian, então ministro da Inteligência, e Ali Akbar Velayati, então ministro das Relações Exteriores do Irão.
Hejazi era o vice-comandante do Corpo da Guarda Revolucionária Islâmica em 2008 e o comandante da base militar de Tharallah em Terhan, cujas unidades foram centrais nos esforços do governo para combater os protestos contra as eleições presidenciais iranianas em 2009.
Em 18 de abril de 2021, o Exército dos Guardiães da Revolução Islâmica divulgou a morte de Hejazi devido a uma doença cardiovascular.